# Loxton (Afrique du Sud)
Pour les articles homonymes, voir Loxton.
Loxton est une ville de la région du Karoo, dans la province du Cap-Nord en Afrique du Sud. 

## Géographie
Elle se situe dans la municipalité locale d’Ubuntu et le district de Pixley ka Seme. Elle se trouve au centre de l’une des principales zones productrices de laine et l’une des plus grandes zones productrices d’ail en Afrique du Sud. Avec 1053 habitants en 2011, l'endroit est rural et peu peuplé. L’afrikaans y est la langue la plus parlée.

## Histoire
Loxton était à l’origine une ferme appelée Phizantefontein et qui appartenait à A.E. Loxton, dont la ville porte aujourd'hui le nom. La ferme lui fut achetée en 1899 par l’Église réformée néerlandaise pour 7500 £ afin d’y établir une paroisse pour les fermiers du coin. La ville aurait été nommée d’après A.E Loxton en raison d’un don de 50 £ que ce dernier aurait fait pour financer le salaire du premier ministre de l’Église réformée néerlandaise de la ville.
La première église et l’école de la ville ont été construites en 1900. Les rues bordées d’arbres et les canaux d’irrigation qui longent les routes principales de la ville ont été achevés cette même année. La ville est devenue une municipalité en 1905 à mesure qu’elle se développait. L’église qui se trouve au centre de la ville a été construite en 1924.

## Architecture
Les fermes autour de Loxton se caractérisent par des maisons en forme de ruche à encorbellement avec des toits sans poutres et des structures construites en pierre locale. Elles ont à l'origine été construites vers 1811 par les Trekboers, des agriculteurs nomades qui descendaient des colons européens. Ils ont utilisé la pierre locale pour construire leurs maisons en raison d’un manque d’autres matériaux de construction. Le plus ancien bâtiment de la ville est une centrale électrique qui était à l’origine une écurie dans ce qui était alors la ferme Phizantefontein. Même après des années d’inoccupation, de nombreux bâtiments ont été restaurés et sont encore debout plus de 100 ans après leur construction, en tant qu'exemples de l’architecture vernaculaire typique du Karoo. Dans toute la ville se trouvent divers styles de toitures en tôle ondulée, comme le bullnose à arêtes arrondies, l’accolade incurvée, et le toit concave. Plusieurs bâtiments de Loxton sont également caractérisés par des fenêtres en diamant sur les murs d’extrémités, des frontons, des piliers classiques et des balustres. Certains bâtiments anciens disposent également de volets en bois et de fenêtres à guillotine.

## Galerie

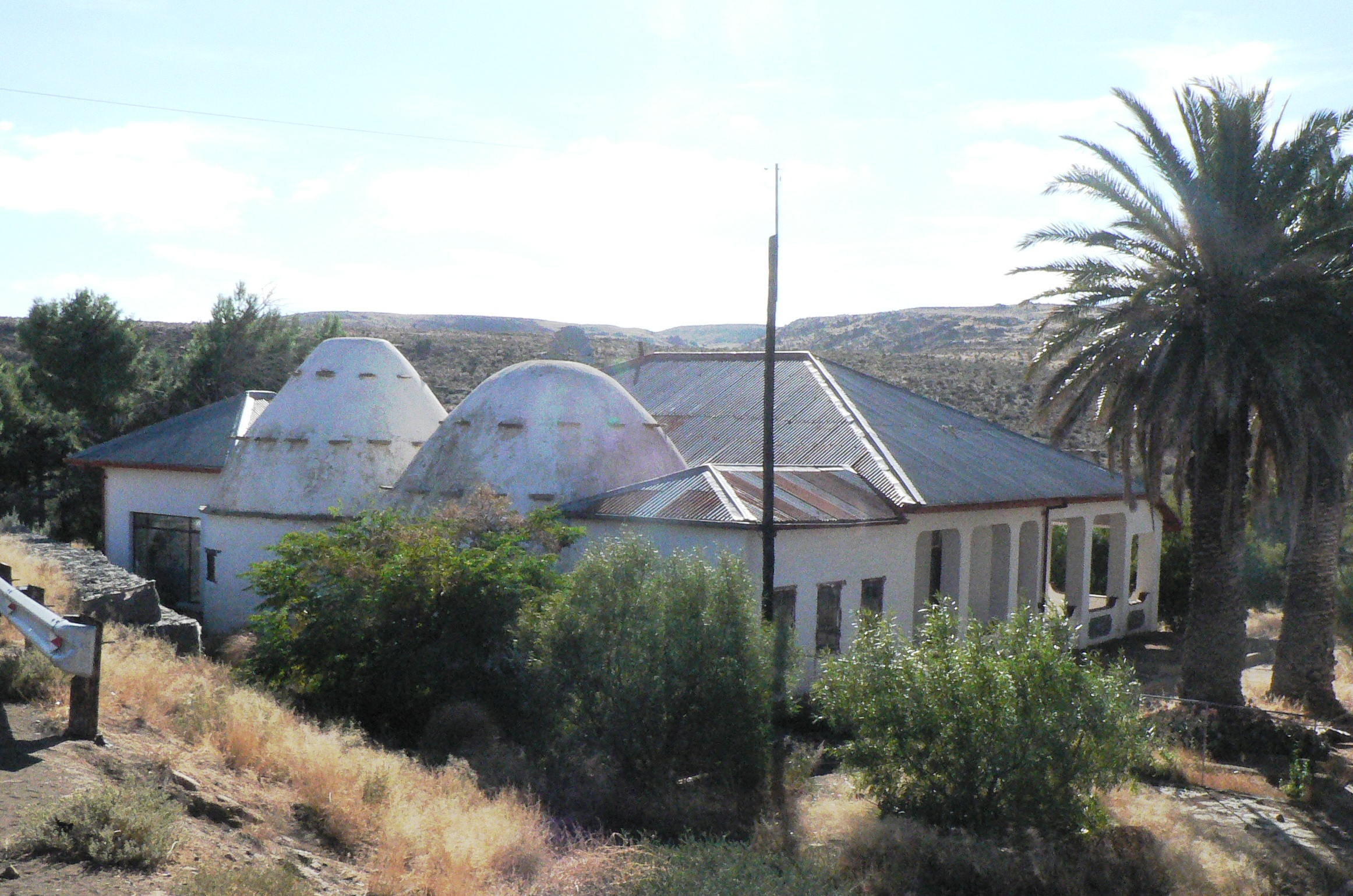
Konka Farm, Carnarvon District
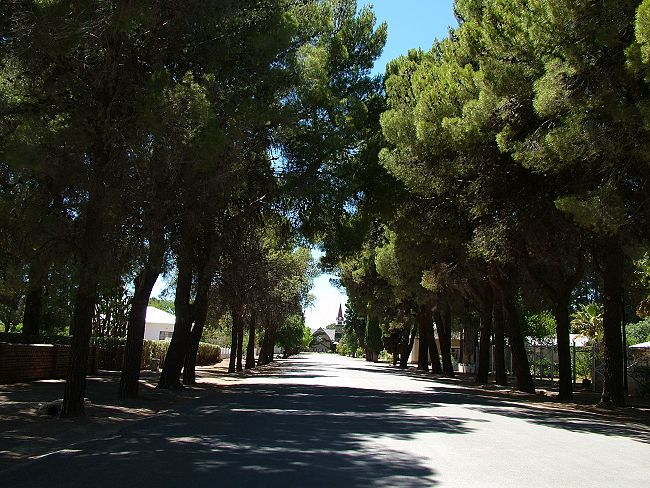
Rue principale de Loxton
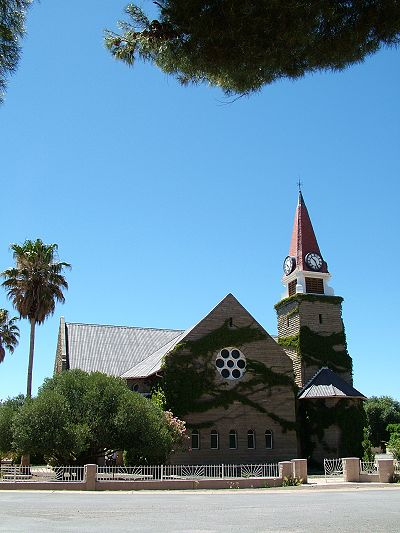
Eglise de Loxton

## Personnages célèbres
- Ena Murray (1936-2015), écrivaine afrikaner.
- Beyers Naudé (1915-2004), activiste anti-apartheid.
- Deon Meyer, écrivain[6].

## Romans
- Deon Meyer, À la trace, Seuil, 2012.